# Province de Sechura
La province de Sechura (en espagnol : Provincia de Sechura) est l'une des huit provinces de la région de Piura, au nord-ouest du Pérou. Son chef-lieu est la ville de Sechura.

## Géographie
La province couvre une superficie de 6 370,33 km2. Elle est située à l'extrême nord du Pérou, au bord de l'océan Pacifique. Elle est limitée au nord par la province de Paita et la province de Piura, à l'est par la région de Lambayeque, au sud et à l'ouest par l'Océan Pacifique.

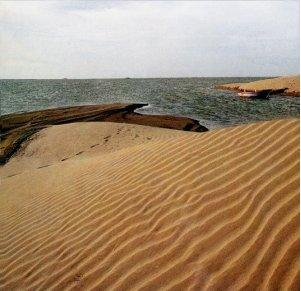
Lac La Nina, province de Sechura

## Histoire
La province a été fondée le 23 décembre 1993.

## Population
La population de la province s'élevait à 47 000 habitants en 2005.

## Subdivisions
La province de Sechura est divisée en six districts :
- Bellavista de la Unión
- Bernal
- Cristo nos Valga
- Rinconada Llicuar
- Sechura
- Vice